# Duxambé
Duxambé ou Duchambé (em tajique e russo: Душанбé, translit.: Dushanbé, pronunciada du-chãn-bé) é a capital e maior cidade do Tajiquistão, situada no oeste do país. Em janeiro de 2020, a cidade tinha 863 400 habitantes, em uma área de 126,6 km². Enquanto o Tajiquistão esteve incorporado na União Soviética, a cidade chamava-se Estalinabade (Stalinabad, de 1929 a 1961), em homenagem a Josef Stalin.

## História
O nome da cidade significa "segunda-feira" no idioma tajique, em referência ao fato de a cidade ter tido um mercado popular que funcionava durante esse dia da semana. Ainda que existam restos arqueológicos que remontem aoséculo V a.C., Duxambé foi um pequeno povoado até cerca dos anos 80. Em 1920, o último emir de Bucara refugiou-se em Duxambé após ser derrotado na Revolução Bolchevique. O emir fugiu para o Afeganistão depois que o Exército Vermelho conquistou a zona no ano seguinte. A cidade foi tomada por Enver Paxá em 1922 e foi o quartel general de Ibraim Beque, um líder tajique que lutou contra os bolcheviques. Com a vitória do Exército Vermelho e a chegada da estrada de ferro em 1929, a cidade converteu-se na capital da República Socialista Soviética do Tajiquistão.
Seu nome mudou para Estalinabade, em homenagem a Josef Stalin, em 1929. Os soviéticos transformaram a área até convertê-la num centro de produção de algodão e seda, e realojaram milhares de pessoas provenientes de outras repúblicas da União Soviética na cidade. A população também incrementou-se devido ao milhares de tajiques étnicos que emigraram ao Tajiquistão após o repasse de Bucara e Samarcanda à então República Socialista Soviética Usbeque. Em 1990, houve vários distúrbios, após a descoberta de planos para realojar dezenas de milhares de refugiados armênios, fato que provocou o sentimento nacionalista local. A cidade foi muito prejudicada com a Guerra Civil do Tajiquistão, que ocorreu pouco depois do desligamento, entre 1992 e 1997.

## Geografia

### Clima
O clima de Duxambé é temperado, com temperatura média anual de 14 °C e grande amplitude térmica anual. Os verões são quentes e secos, com temperaturas que podem chegar aos 40 °C, e os invernos são frios e mais úmidos, com ocorrência de neve e temperaturas que podem chegar a -15 °C.
O mês mais quente é julho, com temperatura média de 27 °C, enquanto o mês mais frio é janeiro, com média de 2 °C. Quanto à pluviosidade, o mês mais chuvoso é março, com média de 138 mm, enquanto os meses de junho a setembro praticamente não registram precipitações, que possuem a média anual de 653 mm.

## Economia
Nas proximidades de Duxambé encontram-se várias minas de carvão, chumbo e arsênio. Duxambé é um importante centro têxtil, principalmente devido ao algodão, mas também produz seda, maquinaria, eletrodomésticos, artigos de couro, componentes de trator e produtos alimentícios.
As empresas aéreas Tajik Air e Somon Air têm suas matrizes na cidade. O Aeroporto Internacional de Duxambé inaugurou em setembro de 2014 um novo terminal, com o qual o aeroporto passou a ser capaz de atender 1,5 milhão de passageiros por ano.

## Turismo
Em Duxambé ficam situados, entre outros, o Museu Nacional do Tajiquistão (também conhecido como "Museu Tajique Unificado"); o Palácio Vahdat; o Zoológico de Duxambé; o Museu Gurminj de Instrumentos Musicais; o Teatro de Marionetes de Duxambé; as ruínas da Sinagoga de Duxambé, destruída em 2008; e o mastro central de Duxambé, onde pode ser vista a segunda mais alta bandeira nacional do mundo, a uma altura de 165 metros.

## Cidades-irmãs
Duxambé é geminada com:
- Cabul, Afeganistão
- Mazar e Xarife, Afeganistão
- Reutlingen, Alemanha
- Ganja, Azerbaijão
- Klagenfurt, Áustria
- Minsque, Bielorrússia
- Ürümqi, China
- Boulder, Estados Unidos
- Teerã, Irã
- Xiraz, Irã
- Saná, Iêmen
- Laore, Paquistão
- Moscou, Rússia
- São Petersburgo, Rússia
- Monastir, Tunísia
- Akhisar, Turquia
- Ancara, Turquia
- Lusaca, Zâmbia